# Terwille Verslavingszorg
Terwille Verslavingszorg is een instelling voor geestelijke gezondheidszorg (ggz) die zich richt op verslavingszorg in Noord- en Midden-Nederland. Terwille Verslavingszorg is een stichting die onderdeel uitmaakt van het Concern de Hoop. Net als De Hoop ggz werkt Terwille vanuit een christelijke identiteit.

## Geschiedenis

### Initiatief
Terwille Verslavingzorg is in 1998 opgericht door vijf politieagenten, die tijdens hun werk in het centrum van de stad Groningen veel verslavingsproblematiek tegenkwamen. Zij besloten een noordelijke intakepost op te richten voor mensen met een verslaving. In 1998 vond een bezoek aan de notaris plaats en in oktober 1999 gingen de werkzaamheden van start. Een maand later startte de telefonische hulpdienst.

### Uitbreiding
In november 2015 is de Spetse Hoeve te Veelerveen overgenomen van Teen Challenge. De Spetse Hoeve wordt nu gebruikt als een gestructureerde woon- en werkplek voor (ex-)gedetineerden.
Halverwege 2011 opent Terwille een polikliniek in Lelystad. In samenwerking met stichting Tikvah is Terwille deze polikliniek gestart met als doel aanvullende professionele hulp te bieden op de bestaande projecten van stichting Tikvah.

## Activiteiten
Naast hulpverlening aan verslaafden heeft Terwille Verslavingszorg in de jaren na haar oprichting haar activiteiten uitgebreid.

### Perspectief+
Terwille helpt vrouwen die uit de prostitutie willen stappen en slachtoffers van loverboys. Na landelijke bekendheid rondom dit thema door het onderzoeksjournalistieke programma Jojanneke in de Prostitutie kreeg het uitstapproject van Terwille ook aandacht in het Dagblad van het Noorden.

### reLEGS
reLEGS staat voor: Lichaam, Emotie, Geest en Sociaal. Vanuit deze vier gebieden geeft Terwille ondersteuning op scholen en kerken door preventiewerk bij jongeren in: weerbaarheid, omgaan met groepsdruk en het opbouwen van een goed zelfbeeld. Tevens wordt in samenwerking met ouders en docenten, vroegtijdig ingegrepen bij risicogedrag.